# Spilichneumon darjeelingensis
Spilichneumon darjeelingensis är en stekelart som beskrevs av Cameron 1905. Spilichneumon darjeelingensis ingår i släktet Spilichneumon och familjen brokparasitsteklar. Inga underarter finns listade i Catalogue of Life.